# Zhurong (rover)
Zhurong (Chinees 祝融号, Pinyin Zhùróng hào) is een Marsrover (rijdende robot) ontworpen om de Utopia Planitia-vlakte op Mars te onderzoeken. De Tianwen-1-missie van CNSA omvat deze rover en ook een orbiter. De rover is op 14 mei 2021 om 23:18 UTC met succes geland en vernoemd naar Zhurong, een Chinese vuurgod.

## Missieverloop
Tianwen-1 kwam enkele maanden eerder al aan bij Mars en draaide sindsdien in banen om de planeet. Op 14 mei werd de landing van Zhurong ingezet waarbij gebruik werd gemaakt van een beschermende capsule gecombineerd met een parachute en een remraket.
Zhurong stond na de succesvol verlopen landing nog geparkeerd op de lander en verliet op 22 mei 2021 het landingsplatform voor een eerste rit op Mars.
Zhurong heeft een draadloze camera bij die hij op de grond kan plaatsen. Dat leverde al een aantal mooie selfies op.

## Voorgangers
Tot 2021 had enkel NASA succesvol landingen met rovers op Mars uitgevoerd, onder andere met Sojourner (1997), Spirit en Opportunity (2004), Curiosity (2011) en Perseverance (2021). De Sovjetunie liet in 1971 een ruimtevaartuig landen op de planeet, maar de Mars 3-lander hield er na 90 seconden mee op, waarschijnlijk werden de instrumenten aangetast door een stofstorm.

## Trivia
- De landingslocatie van Zhurong is in het zelfde gebied waar ook de Viking 2 van NASA in 1976 als onderdeel van het Vikingprogramma is geland.[7]